# Román Torres
Román Aureliano Torres Morcillo (født 20. marts 1986 i Panama City, Panama), er en panamansk fodboldspiller (midterforsvarer).
Torres spiller i Major League Soccer for Seattle Sounders FC, som han har repræsenteret siden 2015.Han har tidligere spillet for klubber i hjemlandet samt for Millonarios, Atlético Junior og Atlético Nacional i Colombia.

## Landshold
Torres har (pr. juni 2018) spillet 104 kampe og scoret ti mål for Panamas landshold, som han debuterede for 17. juli 2005 i en venskabskamp mod Sydafrika. Han scorede sit første mål for holdet i 2010 i et opgør mod Venezuela. Han var en del af den panamanske trup til VM 2018 i Rusland.